# NGC 3473
NGC 3473 ist eine Balken-Spiralgalaxie vom Hubble-Typ SBb mit aktivem Galaxienkern im Sternbild Löwe auf der Ekliptik. Sie ist schätzungsweise 406 Millionen Lichtjahre von der Milchstraße entfernt und hat einen Durchmesser von etwa 135.000 Lichtjahren. Gemeinsam mit NGC 3474 und PGC 213765 bildet sie ein gravitativ gebundenes Galaxientrio. 

Im selben Himmelsareal befinden sich u. a. die Galaxien NGC 3454, NGC 3455, NGC 3487, IC 656.
Das Objekt wurde am 21. März 1784 von Wilhelm Herschel entdeckt.